# Улица Памво Беринды (Львов)
Улица Памво Беринды — улица в Галицком районе Львова.

## История
Малоизвестная улица в центре города. Поражает её небольшая ширина. Когда-то она так и называлась — Узкая. Улочка была маленькая, тупиковая, но для экономики Львова имела огромное значение. Упиралась она в городскую стену. Здесь, прислонившись к стене, стояла воскобойня. Торговля воском была постоянным и солидным источником доходов Львова. Какое значение ей придавалось, можно судить хотя бы по тому, что воск шел на экспорт и штамповался гербом Львова. Клеймо означало, что город гарантирует качество и вес. Это был своеобразный знак качества. Им, кроме воска, метили только бочки с соленой рыбой.
В конце XVIII века стены города были снесены. Снесли и старую воскобойню. Улица Узкая стала сквозной, но не шире. Известный почти анекдотический случай, когда один львовский гражданин, проходя по улице, зацепился за гвоздь, который торчал из забора, и порвал одежду. Гражданин подал в суд на владельца забора и гвоздя, мотивируя иск тем, что гвоздь невозможно было обойти. Экспертиза подтвердила справедливость утверждения, иск был удовлетворён.
В 70-х годах XIX в. одна львовская газета писала, что улица Килинского (так она называлась в 1871—1992 гг) «значительно расширена». Утверждение вполне справедливо, хотя и сейчас ширина тротуара не превышает метра.
С 1992 года носит имя Памво Беринды.